# Anatema
Anátema (redko: anatéma) je najvišja cerkvna kazen namenejna za najhujše prestopke proti Cerkvi. Izraz se včasih prevaja v slovenščino kot izobčenje, vendar bi bil ustreznejši prevod večno prekletstvo.
Izraz anatema (grško starogrško ανάθεμα ali starogrško ανάθημα) je prvotno pomenil Bogu namenjene darove, ki se jih navadni ljudje niso smeli dotikati (podobno kot tabu). Pozneje se je poudarek prenesel prav na to prepoved dotikanja in beseda anatema se je začela uporabljati za predmete, ki se jih ne sme dotikati, ker so zavrženi ali prekleti. V Novi Zavezi se besedo anatema uporablja v pomenu prekletstvo in je tako tudi prevedena v slovenščino (glej npr.  Gal 1,8-9, Rim 9,3).
V Rimskokatoliški in v Pravoslavnih Cerkvah se izraz anatema uporablja za najvišjo cerkveno kazen - popolno in trajno izobčenje (glej tudi ekskomunikacija). Anatemizirana oseba je prekleta in nič več je ne more rešiti pred peklenskim ognjem. Taka oseba je dejansko izročena Satanu (tudi ta način izražanja zasledimo že v Novi Zavezi, npr.: 1 Tim 1,18-20, 1 Kor 5,1-5).
Pri razglašanju cerkvenih dogem in koncilskih sklepov je pogosta formulacija: »Kdor ne veruje, da ... bodi preklet« (latinsko: »... anatema sit«). 